# Gibswil
Gibswil ist ein Dorf in der politischen Gemeinde Fischenthal im Kanton Zürich. In der näheren Umgebung befinden sich die Aussenwacht Ried (Gemeinde Wald) und der Fischenthaler Ortsteil Fistel. Mundartname: Gibschwiil.
Die Ortschaft liegt im Süden der Gemeinde Fischenthal und grenzt an die Gemeinde Wald. Bei Gibswil verläuft zudem die Wasserscheide zwischen den Zuflüssen der Töss, die in nördliche Richtung zum Rhein abfliessen, und des südlich anschliessenden Jonatals, dessen Wasser in den Zürcher Obersee fliesst.

Gibswil, historisches Luftbild vom 5. August 1952, aufgenommen von Werner Friedli

## Infrastruktur
Gibswil besitzt einen eigenen Haltepunkt der S-Bahn Zürich an der Bahnstrecke Winterthur–Rüti ZH (auch Tösstalbahn genannt, nach der bis 1918 bestehenden Betreibergesellschaft) und wird von der S 26 Winterthur – Bauma – Rüti ZH  bedient.

## Sehenswürdigkeiten und Sport
- Gibswil-Schanzen
- Panoramaloipe Gibswil
- Wissengubel, Giessen und Höhle[5][6]